# NFL on FOX
NFL on FOX（エヌエフエル・オン・フォックス）はFOXスポーツが制作、FOXネットワークで放送するNFL中継番組。1994年からNFC（ナショナル・フットボール・カンファレンス）パッケージの中継を担当している。

## 経緯
1993年末、1956年よりCBSが保持していたNFC（1970年のNFL・AFL合併前は旧NFL）の放映権を当時新興ネットワークであったFOXが、4年間15.8億ドルという巨額の放映権料（その前4年間でCBSが支払った放映権は2.9億ドル）で獲得した。
FOXがNFCの放映権獲得に動いたのは、AFC（アメリカン・フットボール・カンファレンス、当時NBCが保有）と比べて、NFCのフランチャイズに大都市が多く、広告収入を得るのに有利との判断といわれる。
この放映権獲得により、FOXは加盟局を大幅に増やし、4大ネットワーク入りの足がかりとなった。一方、CBSは放映権とともにいくつかの有力加盟局（ダラス・アトランタ・クリーブランドなど）もFOXに奪われ、経営的に打撃を受けた。
また、1981年よりCBSのNo.1解説コンビだったジョン・マッデン&パット・サマロール（このコンビは2002年、マッデンがABCに移籍するまでNo.1であった）をはじめとするCBSのスタッフの多くがFOXに移籍している。
現在では当たり前となっているが、NFL中継で画面上に常時スコアおよび残り時間を表示するようになったのはFOXが最初である。
2014年から始まる新契約では、2022年までの9年間で年間11億ドルの放映権料をNFLに支払う。
2018年から2022年の間、サーズデーナイトフットボールもまたFOXで放送する。
2023年シーズンから2033年シーズンまでの11シーズン、NFCパッケージの放送権を延長した。

## 概要
毎週日曜日、米国東部時間午後1時、および4時05分（ダブルヘッダー実施時は4時25分）キックオフのゲームを担当する。NFC所属チームとAFC所属チームが対戦する場合はNFC所属チームがアウェーとなるゲームを担当する。
ただし、2014年からは「クロスフレックス」という制度が採用され、本来CBSが放送するAFC所属チーム同士の対戦やAFC所属チームがアウェーとなるゲームがFOXでも放送されることがある。FOXが初めてAFC所属チームのアウェーゲームを放送したのはWeek1のバッファロー・ビルズ対シカゴ・ベアーズ戦。
また、サンクスギビングデーに行われるゲームのうち1試合、NFCのプレイオフも担当（ただし、ワイルドカード・プレイオフのうち1試合はNBCまたはESPNが担当、2015年シーズンよりNBCがディヴィジョナル・プレイオフ1試合を担当する年もある）する。
キックオフに先立ち、東部時間正午からはプレゲームショー「FOX NFL Sunday」が放送されている。また、同午後7時30分より8時まではアフターゲームショー「The OT」も放送されている。このフォーマットは日本のFOX SPORTS ジャパンが製作し、FOXスポーツ&エンターテインメントで放送されていた「BASEBALL CENTER（のちのHAWKS BASEBALL PARK）」の編成フォーマットもこれを模したものになっている。
スーパーボウルは2022、2024、2028、2032年シーズンを放送する。

## テーマ曲
放送開始時から使われている番組のテーマ曲（「Fox Sports Football Theme」。Scott Schreer作曲）は、FOXスポーツの他の番組やFOXスポーツネット（FSN）でも使われている。この曲は2010年のポストシーズンから「MLB on FOX」、2011年から「NASCAR on FOX」と「UFC on FOX」のテーマ曲となっている。
2013年に放送開始した日本のFOX SPORTS（FOX SPORTS ジャパン）でもプロ野球中継などにこの曲が使用されている。
ヨーロッパでは、ヴェルダー・ブレーメン（ドイツ・ブンデスリーガ1部）のホームゲームをはじめとして、サッカーの試合で入場テーマ曲として使用されることがある。

## 主な実況・解説陣
2022年シーズン。実況、解説、リポーターの順。
1. ケビン・バークハート、グレッグ・オルセン、エリン・アンドリュース、トム・リナルディ
2. ジョー・デービス 、ダリル・ジョンストン、パム・オリバー
3. アダム・エイミン、マーク・シュラーレス、クリスティーナ・ピンク
4. ケニー・アルバート、ジョナサン・ヴィルマ、シャノン・スペイク
5. ケヴィン・クグラー、マーク・サンチェス、ローラ・オクミン
6. クリス・マイアーズ、ロバート・スミス、ジェニファー・ヘイル
原則として、上位から順に注目度の高い試合を担当する。
2022年シーズンより、前年度までNo.1実況・解説を務めていたジョー・バック、トロイ・エイクマンが、マンデーナイトフットボールの実況・解説担当するためESPNに移籍したことに伴い、前年度までNo.2だった ケビン・バークハートとグレッグ・オルセンがNo.1に昇格した。
トロイ・エイクマンは2001年、ダリル・ジョンストンとのダブル解説でNo.2としてデビュー。翌2002年にはマッデンのABC移籍により、クリス・コリンズワース（現NBCサンデーナイトフットボール解説）とのダブル解説でNo.1に昇格、2005年より単独で解説を担当した。
ジョー・バックは、1994年の放送開始時から実況を担当していたが、1996年に放送開始した「MLB on FOX」に異動。2002年よりNo.1として復帰、以来MLBと兼任していた。そのため、MLBのプレイオフ期間中は同期間中のサーズデーナイトフットボールを除き、他のアナウンサーがエイクマンとコンビを組んでいた。